# ДС-МГ
ДС-МГ (Днепропетровский спутник-МаГнитный) — тип космического аппарата научного назначения, разработанный в ОКБ-586 (ныне КБ «Южное»). Предназначался для исследования магнитного поля Земли и выполнения магнитной съёмки большей части её поверхности.

## История создания
Космический аппарат был разработан в 1962—1963 гг на основе платформы ДС-1, разработка научной аппаратуры была проведена Якутским филиалом АН СССР (ныне Сибирский филиал РАН) и отделом № 11 ОПМ (ныне Институт прикладной математики им. М. В. Келдыша РАН). Запуск спутников был утверждён в июле 1962 года и был включён в программу второй очереди пусков ракеты-носителя 63С1. Исследования приурочены к проходившему с 1 января 1964 года по 31 декабря 1965 года «Международному году спокойного Солнца» (МГСС) (англ. International Quiet Sun Years (IQSY)).

## Назначение
Задачами КА являлись:
- проведение глобальной съёмки магнитного поля Земли
- изучение магнитного поля путём составления карты его распределения по поверхности
- уточнение гауссовых коэффициентов магнитного потенциала
- исследование долговременных изменений магнитного поля Земли и его краткосрочных изменений в магнитоактивные периоды.

Постановщиком экспериментов по исследованию магнитного поля Земли стал Институт земного магнетизма, ионосферы и распространения радиоволн АН СССР (ныне Институт земного магнетизма, ионосферы и распространения радиоволн им. Н. В. Пушкова (ИЗМИРАН).

## Техническое описание
Космический аппарат ДС-А1 разработан на основе платформы аппарата ДС-1. Корпус космического аппарата представлял собой две полусферы диаметром 800 мм, соединённые между собой цилиндрической проставкой общей длиной 1800 мм. На нижней полусфере размещён блок химических батарей разработки Всесоюзного научно-исследовательского института источников тока (ныне НПО «Квант»). На верхней полусфере размещён магнитометр, датчики которого расположены внутри неметаллической сферы диаметром 170 мм, удалённой от корпуса аппарата с помощью раскрывающейся штанги длиной 2,5 м. Сделано это было для того чтобы магнитные части корпуса спутника не могли повлиять на точность измерений магнитного поля.
Впервые в серии ДС на космическом аппарате ДС-МГ был применён выносной теплообменник системы терморегулирования, образованный двумя полусферами и образующий газовод с постоянным коэффициентом теплоотдачи. В качестве аппаратуры командной радиолинии использовалась аппаратура БКРЛ-2Д.
Научный аппаратный комплекс космического аппарата включал в себя:
- Протонный магнитометр ПМ-4 (два комплекта) для измерения магнитного поля Земли в составе:

 — датчик ПМ-4Д
 — электронный блок ПМ-4-Э
 — компенсатор магнитных помех ПМ-4-К.
Бортовой радиотехнический комплекс:
- система радиоконтроля орбиты «Факел-МС»
- радиотелеметрическая система «Трал-МСД»
- аппаратура командной радиолинии БКРЛ-2Д.

## История запусков
Было произведено два запуска космических аппаратов типа ДС-МГ. Оба запуска происходили с полигона Капустин Яр и оба они были успешны, однако из-за неустойчивой работы радиотелеметрической системы оба космических аппарата смогли лишь частично выполнить программу полёта, проработав около двух недель каждый:
| № | Обозначение | Дата запуска | Межд. обознач. | Ракета-носитель | Параметры орбиты | Параметры орбиты | Параметры орбиты | Сведён с орбиты/разрушен |
| № | Обозначение | Дата запуска | Межд. обознач. | Ракета-носитель | Перигей, км      | Апогей, км       | Наклонение,°     | Сведён с орбиты/разрушен |
| - | ----------- | ------------ | -------------- | --------------- | ---------------- | ---------------- | ---------------- | ------------------------ |
| 1 | Космос-26   | 18.03.1964   | 1964-013A      | 63С1            | 271,0            | 403,0            | 49,0             | 01.04.1964               |
| 2 | Космос-49   | 24.10.1964   | 1964-069A      | 63С1            | 260,0            | 490,0            | 49,0             | 09.11.1964               |

## Результаты исследований

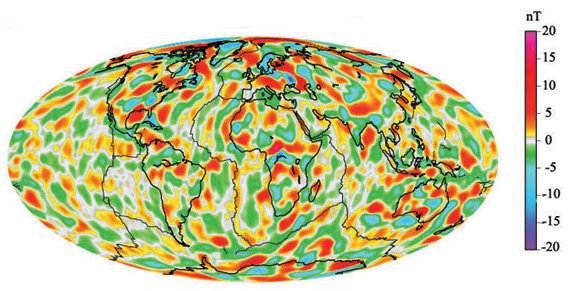
Современная карта магнитного поля Земли

Несмотря на лишь частичное выполнение научной программы космическими аппаратами выполнена большая программа магнитной съёмки, которая охватила около 75 % земной поверхности. Эти данные в значительной мере были использованы для построения международной аналитической модели магнитного поля Земли. Ценность исследований была отмечена на 7-м международном симпозиуме Комитета по космическим исследованиям при Международном совете научных союзов (КОСПАР), проходившем в мае 1964 года во Флоренции. В США подобные исследования были проведены с 1964 по 1972 год на спутниках типа Orbiting Geophysical Observatory, OGO (рус. Орбитальная Геофизическая обсерватория).